# Anton de Padova
Fernando Martins de Bulhões, cunoscut ca Sfântul Anton de Padova sau Sfântul Anton de Lisabona, O.F.M. (n. 15 august 1195, Lisabona, Portugalia - d. 13 iunie 1231, în apropiere de Padova), a fost un preot catolic portughez și un călugăr al Ordinului Franciscan. A fost canonizat la 13 mai 1232, la mai puțin de un an de la deces, iar la 16 ianuarie 1946 a fost proclamat Doctor al Bisericii. Liturgic, este comemorat la 13 iunie, în fiecare an.

## Scurtă biografie
Ferdinand s-a născut la Lisabona la 15 august 1195 într-o bogată familie de nobili. Abia mai târziu și-a schimbat numele în Anton. De mic copil el a arătat un interes pentru biserică. Uimind preoții cu inteligența și înțelepciunea lui. Din dragoste pentru Cristos el a renunțat la viața bogată de acasă și a urmat calea Domnului. Inițial el a intrat în ordinul augustinian. Atunci când relicvele Sf. Bernard și ale însoțitorilor lui, primii martiri franciscani, au fost aduse pentru a fi îngropate în biserica sa, Anton a părăsit ordinul său, intrând la frații minori și mergând în Maroc pentru a evangheliza și pentru a muri pentru credință. Din cauza că boala l-a doborât în Sicilia nu și-a putut continua călătoria și s-a alăturat unor alți frați călugări care mergeau la Porțiuncula. A trăit într-o peșteră din San Paolo, pe care o părăsea doar pentru a participa la Liturghie și pentru a face curățenie la mănăstirea din apropiere. Într-una din zile, predicatorul care era programat nu a apărut, frații îndemnându-l pe Anton să vorbească în locul acestuia. El i-a impresionat atât de mult încât de atunci a început în mod constant sa călătorească, să evanghelizeze, să predice și să predea teologie în Italia și Franța.
Orator de excepție, el atrăgea mulțimile pe oriunde mergea, vorbindu-le în multe limbi; legenda spune că mergând să predice cuvântul Domnului unei mulțimi aceștia neascultându-l, el chemă peștii din ocean să îl asculte.Când mulțimea a văzut că sute de pești și-au scos capetele ca să asculte vorbele blânde ale Sfântului au recunoscut adevărata credință. Făcător de minuni,este unul dintre cei mai iubiți sfinți, imaginea și statuile sale aflându-se aproape peste tot. La 16 ianuarie 1946 a fost proclamat Doctor al Bisericii.

## Sfântul lumii întregi

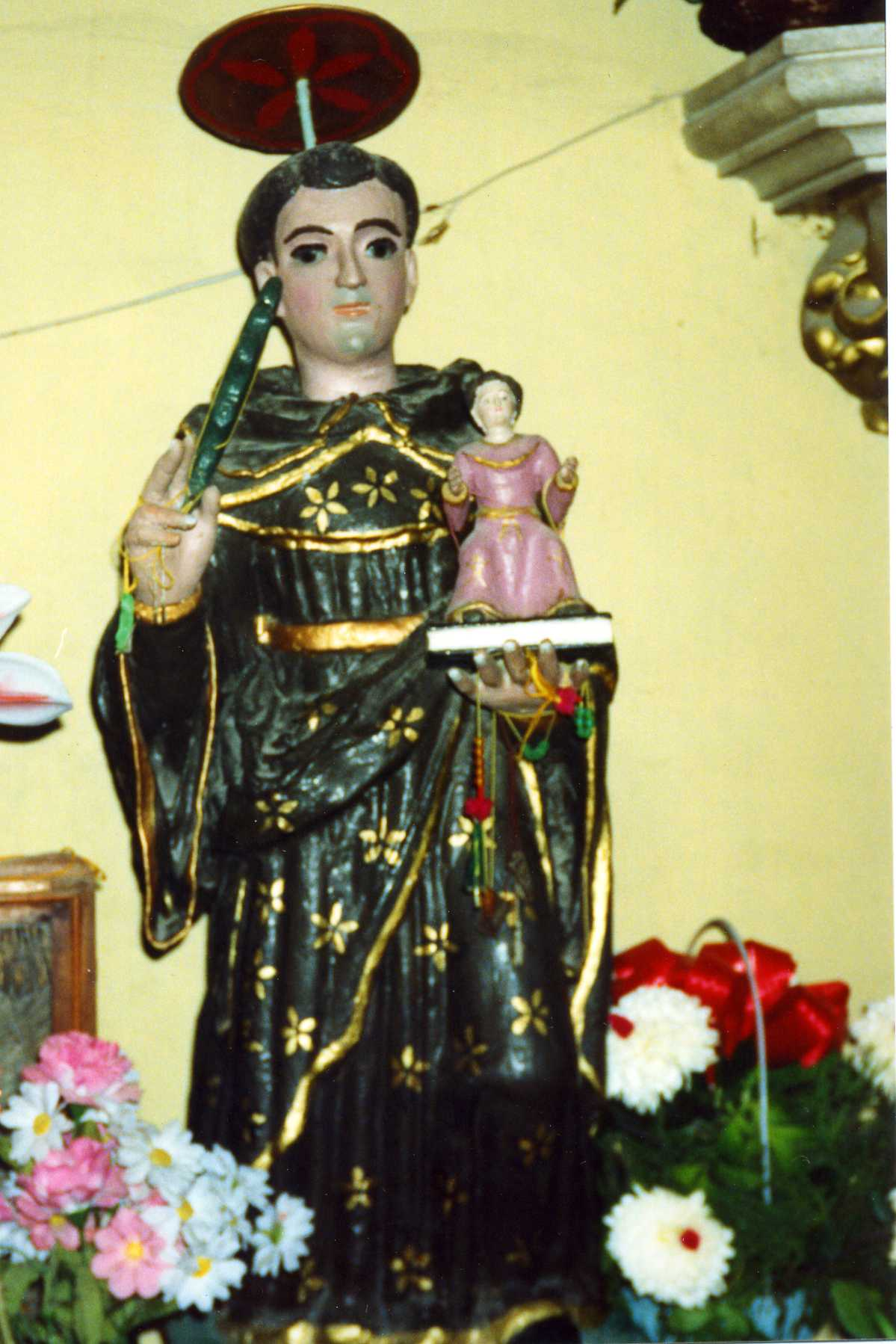
Statuia Sfântului Anton de Padova e răspândită în întreaga lume

Toată lumea îl cunoaște pe Sfântul Anton și vorbește de binefacerile ce el le împarte tuturor acelora care aleargă la dânsul. Recunoaște, de asemenea, că puterea acestui sfânt întrece adesea așteptările evlavioșilor care își pun încrederea în el. Faima de Făcător de minuni ce o avea, încă trăind pe pământ, i se cuvine și azi, și creștinătatea toată i-o acordă cu bucurie. Bisericile zidite în cinstea lui sunt nenumărate; altarele închinate amintirii lui se găsesc atât în catedralele mărețe ale orașelor cât și în modestele bisericuțe de la sate. Icoana lui, prezentă în casele creștine, străjuiește de la loc de cinste fericirea familiilor, putem zice, pe întreg cuprinsul pământului.
Sfântul Anton este sfântul universal, și această popularitate i-a adus-o tocmai faima minunilor sale.
Sfântul Anton însă este și un strălucit model de sfințenie creștinească. Virtuțile sale eroice au fost acelea ce l-au făcut atât de plăcut lui Dumnezeu și au dat totdeauna putere deosebită rugăciunilor lui. Se cuvine, deci, ca toți creștinii să-l aibă și ca exemplu de urmat în virtuțile creștinești, pentru ca, imitându-l, să-l înduplece mai ușor a mijloci pentru dânșii la Dumnezeu pentru a le dobândi grațiile cerute. Iată pentru ce, la datele cele mai însemnate din viața lui, trebuie să unim și îndemnul la imitarea însușirilor sale sufletești, care l-au făcut să fie iubit de Dumnezeu și de oameni și i-au adus mărirea nepieritoare de sfânt cunoscut oriunde; sau cum îl numea Papa Leon al XIII-lea: Sfântul lumii întregi.

## Primii pași
Lisabona, frumoasa capitală a Portugaliei, este locul unde s-a născut Sfântul Anton, la 15 august 1195, dintr-o familie coborâtoare din nobila viță a Bouillonilor. Tatăl său se chema Martin de Bouillon, om de vază la curte, ministru și vistiernic regesc, dar mai presus de toate, un bun creștin.
Mama sa a fost Maria Tereza Treveira, nobilă și ea de sânge, dar și mai nobilă prin virtute. La botez primi numele de Ferdinand. Mai apoi, însă, când a întrat în Cinul Franciscan, și l-a schimbat în acela de Anton. Sub ochii veghetori ai părinților, Ferdinand a crescut un copilul curat la suflet și la trup, ca și crinul alb din grădina cerului. Îi plăcea rugăciunea și petrecea bucuros ceasuri întregi, zilnic, în casa Domnului, închinându-se cu credință și slujind preoților la sfântul altar. Avea o minte ageră, pătrundea ușor orice adevăr, de aceea de timpuriu s-a apucat de învățătură și, ca să poată să se adâncească mai liber în știință, a intrat în seminarul catedralei - pe atunci singura școală superioară căutată. Inima lui cea bună, milostivă cu cei săraci, avea să se desăvârșească aici și mai mult și, prin virtuțile creștinești deprinse, să se facă vrednic de daruri minunate suprafirești.
Odată, voind să alunge o ispită de neîncredere în Dumnezeu, cu care diavolul îl necăjea, pe când se ruga la altarul Maicii Domnului, făcu o cruce cu degetul pe scara de marmoră. Ispita dispăru, însă crucea rămase întipărită, ca și cum ar fi fost făcută pe o ceară moale. Cu această minune începe seria de biruințe pe care acest om al lui Dumnezeu avea să le câștige asupra diavolului.
Când împlini 15 ani, cunoscu pe deplin deșertăciunea pământească și, pentru a-și pune la adăpost virtuțile îngerești, pe de o parte, și pentru a se ști dăruit cu totul în slujba lui Dumnezeu, pe de altă parte, se călugări în Mănăstirea Canonicilor regulari ai Sfântului Augustin, din apropierea orașului său natal Lisabona. Dorind apoi o deplină singurătate după care se zbătea sufletul său, trecu în mănăstirea din Coimbra.
Râvna cea mare cu care a pornit pentru deprinderea virtuților călugărești și știința luminoasă ce o agonisise timp de 9 ani, îl duc la darul preoției, pe care l-a primit în anul 1219. Întâmplările minunate se țin de acum lanț în viața lui Ferdinand. A însănătoșit un călugăr grav bolnav, învelindu-l cu haina sa. Într-o dimineață, aude clopotul ce vestea timpul cel mai însemnat al liturghiei, dorința i se aprinde să se închine și el Sfintei Euharistii, și zidurile casei se dau în lături iar el poate astfel să se închine ca și cum ar fi fost acolo de față.

## Anton franciscan
În anul 1220 se aduc cu mare cinste în Coimbra moaștele celor dintâi martiri din Cinul Franciscan: Bernard, Petru, Acursiu, Audiut și Oton. Trimiși de Sfântul Francisc în Maroc, acești călugări au predicat Evanghelia cu mare curaj și au luminat pe mulți cu învățătura lui Cristos. Pentru acest lucru, sultanul Miramolin i-a pus în lanțuri și a poruncit să fie apoi tăiați în bucăți și aruncați la câini. Însă Dumnezeu a preamărit moartea aceasta groaznică a slugilor Sale cu mari minuni și creștinii s-au grăbit să adune și să cinstească moaștele lor, aducându-le în țară creștină cu mare pompă. Ferdinand luă parte la sărbătorire și, cuprins de dorul muceniciei, trece la Franciscani, ca să poată merge și el în misiuni, și aici să-și dea viața pentru credință. Avea atunci 25 de ani.
Despărțirea lui Ferdinand de confrații Augustinieni a fost foarte dureroasă. Superiorul, văzând tăria cu care voia să urmeze regula cinului Franciscan, l-a binecuvântat, zicându-i: "Mergi în pace, fiule, sunt sigur că te vei face sfânt". Vorbele acestea s-au adeverit întocmai. În mănăstirea franciscană, fratele Anton este un exemplu pentru toți. Credința vie, nădejdea neclintită, dar mai ales dragostea aprinsă pentru Dumnezeu și pentru aproapele îi fac sufletul tare și îi dau curaj pentru lucruri mari. El cere să plece în Africa, în urma confraților săi, morți nu demult pentru credință. Dorința i se împlinește și pleacă fericit cu o corabie spre Maroc. Însă Pronia dumnezeiască îl voia în altă muncă apostolică. Ajuns în Africa, se îmbolnăvește și e obligat să se întoarcă. O furtună se dezlănțuie cu mare furie pe mare și, în cele din urmă, după grele încercări, ajunge în Sicilia (Italia).
În acel an 1221, Sfântul Francisc, întemeietorul Franciscanilor, ținu în Assisi marea adunare a tuturor fiilor săi sufletești, rămasă în istorie sub numele de Adunarea Rogojinilor, pentru că cei 5000 de călugări au stat în câmpul Sfânta Maria degli Angeli sub corturi de rogojini. Anton plecă și el cu ceilalți călugări din Sicilia și-atunci cunoscu și vorbi întâia oară cu Sfântul Francisc. Nimeni nu descoperi însă virtuțile cele frumoase ale lui Anton. După adunare a fost luat de superiorul Graziani din Romagna în mănăstirea Monte Paolo, lângă Bologna. Viața lui în acest schit, retras între munți, a fost rugăciunea, învățătura și munca în cele mai umile îndeletniciri. Însă este scris că cine se smerește va fi înălțat. Sosise în sfârșit și pentru Anton timpul măririi.

## Predicator și făcător de minuni

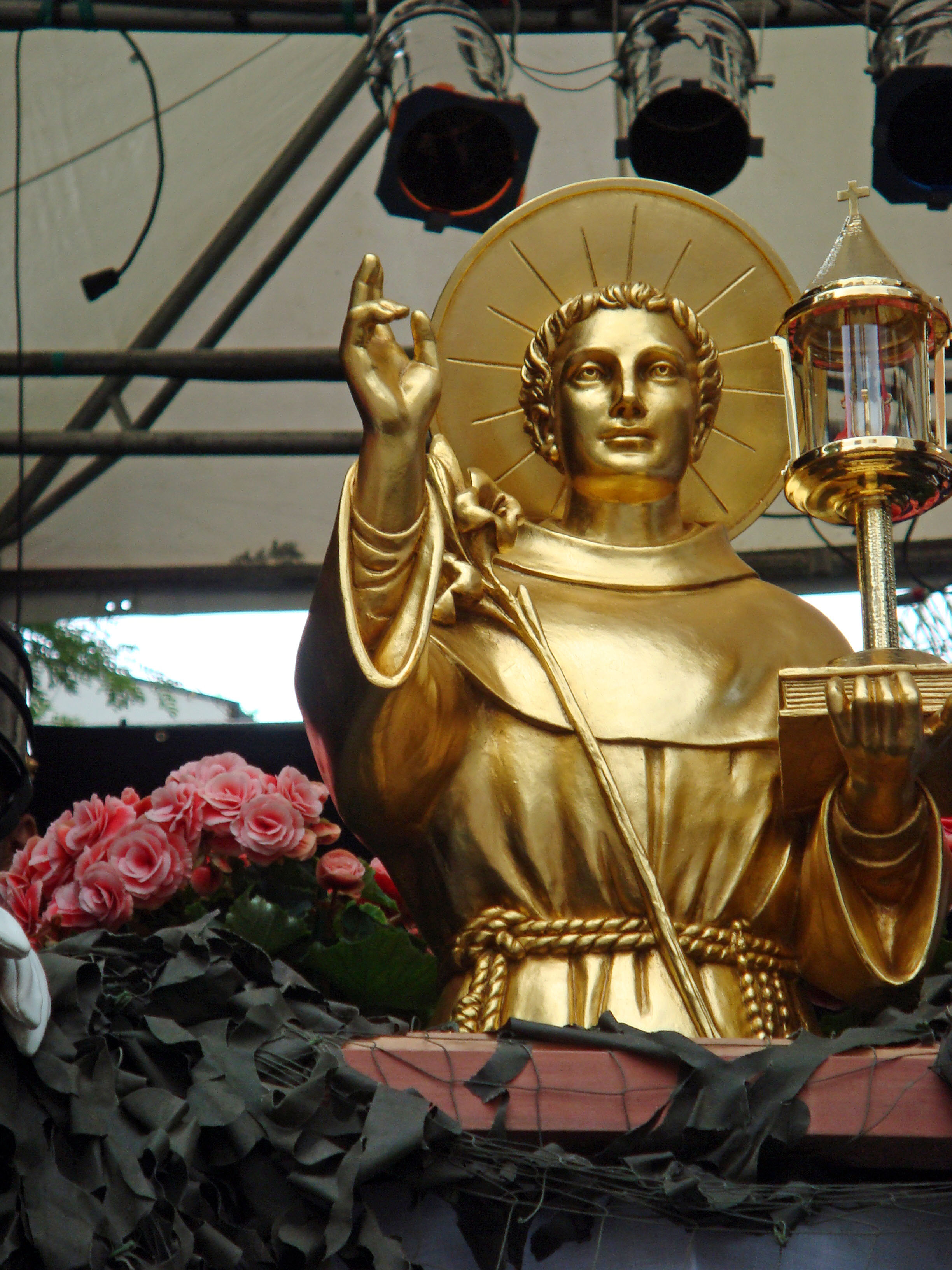
Relicva Sfântului Anton de Padova

Era în anul 1222. Se ținea sfințire de preoți la Florii și, nefiind cine să predice, Anton fiind de față, primi poruncă să se urce în amvon și să țină el predica de ocazie. A fost o revelație!
Atunci s-a văzut cât dar dumnezeiesc se adăpostea în acest om umil, câtă putere de convingere avea în cuvânt. Sfântul Francisc, aflând de cele întâmplate, îl numi predicator, iar pentru a-i arăta stima ce o avea pentru dânsul, îi zicea episcopul meu.
Anton se puse cu tot zelul în slujba sufletelor și alerga acolo unde era primejdia mai mare. Timpurile erau foarte triste și moravurile stricate. Puterea lui de a convinge, ajutată de știința teologică ce o stăpânea, și mai ales sfințenia vieții lui, aduceau însă în suflete lumina și tăria necesară să se întoarcă la Dumnezeu. Minunile cu care însoțea adesea predicarea cuvântului mântuirii zguduiau adânc sufletele și le duceau la îndreptare adevărată.
Orașul Rimini era în stăpânirea ereticilor Valdensi și în nici un chip locuitorii nu veneau la calea cea bună. Sfântul, văzându-i peste măsură de îndărătnici, îi lăsă și merse la malul mării, chemă peștii ca să asculte ei cuvântul lui Dumnezeu. Și iată că, spre mirarea celor de față, o mulțime mare de pești se apropie de mal și, cu mare luare aminte, ascultă vorbele Sfântului. Pentru a convinge pe ereticul Bonvillo că în Sfânta Euharistie se află trupul și sângele lui Isus Cristos cu adevărat, Sfântul a făcut ca un asin să lase la o parte nutrețul și să cadă în genunchi înaintea Sfintei Cuminecături. Ereticul și tovarășii lui s-au convertit la credința adevărată.
În anul 1224, Cinul Franciscan era bine închegat. Sfântul întemeietor, luminat de Dumnezeu, hotărâse ca toți călugării săi să se îndeletnicească cu viața de rugăciune și de muncă apostolică. Pentru a putea pregăti mai bine la predicarea cuvântului Evangheliei pe fiii săi Franciscani, a introdus în cin casele de studii, în care se învăța teologia și celelalte științe sacre.
Sfântul Anton a fost ales, de însuși Sfântul Francisc, ca să învețe teologia pe ceilalți călugări din mănăstirea din Bologna (Italia), unde a demonstrat că este vrednic de titlul de Doctor în teologie ce avea să i-l dea obștea.
După ceva vreme trecu în Franța ca superior al mănăstirilor din partea de miazăzi. Franciscanii descălecaseră în Franța încă din 1217. În acest loc n-a încetat Anton însă a predica. Căile pe care umbla el erau tot atâtea raze de lumină, pentru că-i lumina pe cei neștiutori, îi mângâia pe cei întristați, aducea la pocăință sufletele împovărate de păcate și de patimile cele rele, iar ereticii Albigensi din acele locuri au fost învinși.
Câteodată Dumnezeu îi dădea putere să rostească cuvinte de prorocire, cum s-a întâmplat la Le-Puy, la Bourges, prorociri care s-au și împlinit întocmai. Ca om de conducere în familia Franciscană, a ridicat mai multe mănăstiri și tot în acest timp și-a scris și predicile sale preafrumoase asupra Psalmilor. Minunile au rămas totuși oriunde semnele cele mai vădite care au arătat sfințenia și puterea cerească cu care îl înzestrase Dumnezeu s-au împlinit.
Să enumerăm pe scurt câteva:
Niște broaște gălăgioase împiedicau laudele lui Dumnezeu. Anton le-a poruncit să tacă. Și nu s-au mai auzit niciodată. A făcut să înceteze ploile care distrugeau semănăturile.
Credincioșii și confrații lui l-au văzut în mai multe locuri deodată. A înviat un copil sufocat din nebăgarea de seamă a mamei. O femeie care fusese la predici, întorcându-se acasă își găsi copilul căzut într-un cazan cu apă fierbinte, însă spre fericirea ei, copilul se juca voios ca într-o baie plăcută. Pe mulți ispitiți de poftele rele i-a scăpat și a vindecat mulți bolnavi. Bunătatea inimii lui față de binefăcătorii mănăstirii în care locuia, s-a arătat mai ales atunci când, aflând că femeia bună, care trimitea pomeni la mănăstire, fusese atâta de tare maltratată de bărbatul său, încât îi smulsese tot părul, s-a rugat lui Dumnezeu și îndată părul i-a crescut la loc. Cu această minune l-a întors la calea dreaptă și pe acel soț rău.
Cinstitor cuvios al Maicii Domnului încă din copilărie, Anton s-a înflăcărat tot mai mult de iubire către dânsa și acum se străduia să arate tuturor, prin predicile sale, câtă slavă are Maria Fecioara în ceruri și cât mijlocește ea pentru noi oamenii, la Fiul său dumnezeiesc, Isus Cristos. Se întrista însă văzând inimile cele încremenite ale ereticilor care bârfeau în tot felul pe Maica lui Dumnezeu. Spre a-l răspândi pentru dragostea lui fiască și a-l mângâia în muncile cele grele ale apostoliei, în ziua de 15 august, când se prăznuiește în toată Biserica creștină adormirea ei cea slăvită, Fecioara Maria i s-a arătat în toată strălucirea de Regină a Cerului, asigurându-l astfel, încă o dată, că credința care susține că ea a fost ridicată la ceruri și cu trupul, este adevărată și toți trebuie s-o creadă. Sfântul, îmbărbătat de această vedenie, a pus și mai mare râvnă în slujba Preacuratei.

## Sfântul Anton de Padova

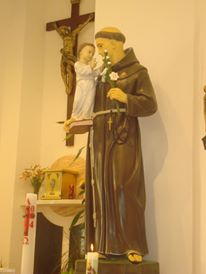
Sfantul Anton de Padova

Din Franța, Sfântul Anton se întoarce în Italia prin Sicilia, în anul morții Sfântului Francisc (1226), ca să ia parte la adunarea din anul următor de la Assisi. La Roma îl primește cu dragoste de părinte fostul protector al ordinului, Papa Grigore al IX-lea, care, auzindu-l predicând, l-a numit "Arca (chivotul) legii". În adunarea de la Assisi din 1227, a fost făcut superior în Emilia, provincie care cuprindea toată Italia de Nord.
Puterea cu care s-a pus la lucru în viata aceasta a Domnului pentru a-i întoarce pe păcătoși și a-i lumina pe cei rătăciți de la adevărul credinței, trebuie să-i întărească faima de Ciocan al Ereticilor.
Orașele și satele îl ascultau uimite și zguduite de minunile ce le făcea pentru mântuirea sufletelor. Dar orașul în care el avea să stea mai mult a fost Padova. Sfântului îi plăcu acest oraș, căci se grăbise să asculte de cuvintele sale și s-a întors la Dumnezeu. Apostolatul lui la Padova se aseamănă cu acela al Sfântului Pavel la Roma. Aici i-a devenit tovarăș de luptă pentru binele sufletelor fericitul Belludi, care îl însoțea oriunde mergea să predice. Numărul sufletelor câștigate pentru o viață sfântă era nespus de mare, iar virtuțile lor creștinești ni le arată fericita Elena Enselmini, ridicată la cinstea altarelor. Toată provincia a fost străbătută , în lung și în lat, de Sfântul Anton. Între minunile ce le-a făcut în timpul acesta se înscriu și cele descrise mai jos.
A pus la loc piciorul ce și-l tăiase un tânăr, din căință că lovise cu el pe tatăl său. O femeie care se temea că nu-i fuseseră iertate păcatele, a putut vedea cu ochii ei cum se ștergeau de pe hârtia pe care ea le scrisese ca să le arate sfântului. Un om, voind să-și bată joc de dânsul, culcă pe feciorul său în carul cu boi și-i zise să se facă mort, ca voind sfântul să-l învieze, el să se scoale fără veste. Însă treaba n-a mers după plan. Tânărul, pedepsit de Dumnezeu, muri într-adevăr, iar tatăl, deznădăjduit, cerând Sfântului Anton iertare, îl rugă cu lacrimi să-i învie feciorul, și omul lui Dumnezeu, iertător și blând, îl readuse la viață. Puterea de a face minuni a întrebuințat-o o dată sfântul și pentru tatăl său, la Lisabona. Era învinovățit de crimă, pentru că în grădina lui se aflase cadavrul unui om. În zadar contele de Bouillon se apărase, fu dus în închisoare și era cât pe ce să fie osândit, când sfântul, ca să arate nevinovăția tatălui său, rămânând în rugăciune pe amvon la Padova, unde predica, apăru la Lisabona, merse la cimitir să cheme din mormânt pe cel ucis și îl duse viu înaintea judecătorilor care aflară din însăși gura lui că contele de Bouillon era nevinovat.
Pe când era odată la Camposampiero, orășel aproape de Padova, și veghea noaptea în rugăciune, în casa contelui de acolo, Pruncul Isus i se arătă într-o strălucire mare și se lăsă luat în brațe și dezmierdat de Anton, care, fericit la culme, îi spune cele mai dulci vorbe de iubire. Contele văzu și auzi totul și povesti și altora minunea aceasta. Iată pentru ce Sfântul Anton apare pe icoane cu Pruncul Isus în brațe.
De la Padova, Sfântul Anton s-a coborât la Bassano, la Verona, și în alte locuri. Vizita lui la Bassano e vestită pentru că aici l-a îmblânzit pe tiranul Ezelin, care, din cel mai crud om ce era, s-a făcut blând și i-a cerut Sfântului să se roage pentru dânsul pentru a-l izbăvi de pedeapsa lui Dumnezeu.
La Ferrara aduse pace într-o familie, făcând să vorbească un copil nou-născut, pentru a o apăra pe maică-sa de învinuirile nedrepte ale soțului. Dar o minune și mai zguduitoare a făcut la Florența, unde, spre a dovedi cât de urât este viciul zgârceniei, a spus că zgârciții își țin inima în lada de bani. Și pentru că tocmai atunci murise unul dintre aceștia, s-a căutat și s-a găsit într-adevăr și inima plină de sânge a lui tot în cufărul cu bani. Și lung ar fi pomelnicul minunilor făcute de Sfântul Anton, dacă am vrea să le înșirăm pe toate.
În anul 1230 se reîntoarce la Padova. De data aceasta vine pentru a muri aici, însă aceasta avea să se întâmple numai după un an. Cum a petrecut anul cel din urmă al vieții sale acest harnic slujitor al lui Dumnezeu, e cu neputință de spus, atât de zelos și harnic a fost. Mănăstirea Franciscanilor, ziși și Conventuali, din Padova datează și ea tot de atunci. Preocuparea lui de predilecție a fost însă predicarea cuvântului Domnului.
Predica într-o limbă și era înțeles de toate națiile. Cuvântările lui, deși rostite cu glas obișnuit, se auzeau până la mari depărtări.
Minunile Sfântului Anton sunt acuma atât de dese încât, dacă s-ar pune împreună, ar alcătui o minune care nu se mai sfârșește. Ba, s-a zis, pe bună dreptate, despre aceste minuni că ar fi ceva neobișnuit dacă acestea nu s-ar mai întâmpla. Faptele sale sunt atât de mărețe și l-au făcut atât de renumit în toată lumea, încât uneori s-ar crede că Dumnezeu glumește cu dânsul ca și cu părintele lui sufletesc, Francisc de Assisi, dându-i puterea de a face minuni, nu atât pentru nevoile oamenilor, cât pentru plăcerea dumnezeiască de a-l face slăvit și a încânta în acest fel lumea.

## Moartea sfântului
O viață atât de rodnică în virtuți și fapte bune merită însă răsplata, și Dumnezeu se grăbi să-și răsplătească sluga Sa credincioasă. Într-adevăr, Sfântul Anton se îmbolnăvi de hidropizie, iar la 13 iunie 1231, își luă zborul spre plaiurile cele veșnice, la vârsta de 36 de ani. Moartea i-a fost luminată de arătarea Domnului Cristos și a Maicii Sale, care au venit să-l mângâie și să-i ducă în cer sufletul. Chiliuța în care s-a întâmplat fericita sa moarte mai stă și astăzi în picioare și e încorporată în biserica ce se cheamă Arcella, din apropierea orașului Padova. Vestea morții lui a fost răspândită de o mulțime de copii, care începură a striga "a murit sfântul", iar după cinci zile a fost dus și înmormântat în oraș cu mare alai. Sicriul cu moaștele sfântului a fost în ziua aceea izvor de vindecări. Toți orbii, șchiopii și cei ce sufereau de alte boli s-au vindecat numai atingând Sicriul Sfântului.
După moartea Sfântului Anton, minunile au continuat și s-au înmulțit; așa că de abia trecu un an de la moartea lui slăvită, că deja Papa Grigoriu al IX-lea, aflându-se în orașul Spoleto, l-a pus în sinaxarul sfinților, dând astfel creștinilor un nou patron puternic pe lângă Dumnezeu și un exemplu strălucit de urmat.
Dumnezeu a preamărit acest act solemn și cu o minune mare, căci în momentul când Papa rostea cuvintele de canonizare, la Lisabona s-au auzit clopotele catedralei sunând de la sine.
În anul 1263, când se termină construcția bazilicii, clădită în cinstea lui în Padova, i s-au transportat moaștele sub altarul din capela închinată lui.
Cu acest prilej, Dumnezeu a arătat cât de mult i-a plăcut serviciul ce Sfântul Anton l-a făcut sufletelor prin predicare, căci deschizându-se sicriul i s-a găsit limba vie și frumoasă ca și la un om viu, pe când restul trupului era cenușă. Sfântul Bonaventura, pe atunci superiorul general al cinului Franciscan, era de față și sărutând-o, zise: "O, limbă binecuvântată, care ai lăudat pururea pe Dumnezeu și ai făcut ca și alții să-l mărească, acum se vede, cât de vrednic a fost în fața lui Dumnezeu". Și tot atunci a scris și Troparul: De dorești să ai minuni. Această limbă minunată e așezată acum într-un foarte frumos relicvar de aur, bătut în pietre scumpe și se păstrează în bazilica Sfântul Anton, la Padova. Acolo o poate vedea oricine.
Iată și portretul Sfântului Anton. Era de statură mijlocie, brunet și delicat. Avea o față rotundă și plinuță, care îl făcea să pară mai tânăr decât era. Ochii negri și vioi, fruntea înaltă, serioasă, și toată înfățișarea lui veselă, îngerească și atrăgătoare. Deși făcea pocăințe aspre și muncea mereu în via Domnului, el își păstra pururi înfățișarea neschimbată ce avea un farmec ceresc și impunea respect și cinste. Minte ageră și voință întreprinzătoare, nu se dădea înapoi de la nici o greutate când era vorba de slava lui Dumnezeu. Știa, ca nimeni altul, Sfânta Scriptură și fu numit: "Sicriul legii", iar pentru dibăcia cu care se folosea de această sfântă știință întru apărarea adevărului și stârpirea ereziilor, i s-a dat numele de "Ciocanul ereticilor". Titlul de slavă însă, de care se leagă numele Sfântului Anton a fost și va rămâne pururi: Sfântul Făcător de minuni. Creștinii l-au chemat în ajutor oricând în toate nevoile lor. Sfântul Anton a răspuns întotdeauna așteptărilor pline de nădejde și credință ale acelora care au alergat la dânsul.
Pelerinii nu mai contenesc la Padova. Vin răzleți, vin în grupuri, vin să ceară, vin să mulțumească. Bazilica Sfântului e un centru mondial de pelerinaje. În jurul mormântului său, ard mereu candele și lumânări aprinse de recunoștința credincioșilor. Pe pereții bisericii stau atârnate mii și mii de ex-voturi, lăsate de cei care au fost ajutați.
Un buletin numit: Mesagerul Sfântului Anton ce se tipărește în 75.000 de exemplare lunar, răspândește în lumea întreagă vestea minunilor și a harurilor dobândite la mormântul lui binecuvântat.

## Puterea Sfântului Anton de Padova
Minunile făcute de Sfântul Anton sunt atât de felurite, încât cu greu se poate hotărî în ce nevoi a ajutat mai mult. El scapă de moarte, ferește de erezii, de nenorociri, de diavol și de ispitele lui, de lepră și de bolile molipsitoare și incurabile; însănătoșește pe toți bolnavii care aleargă la dânsul cu încredere, ajută călătorii pe ape; îi eliberează pe robi, pe prizonieri și pe surghiuniți; află lucrurile pierdute; scapă și ferește de orice soi de primejdii și ajută în orice fel de lipsuri. De aceea, astăzi creștinii așteaptă de la Sfântul Anton orice har; haruri mari și haruri mici: și Sfântul îi mângâie dacă e spre binele lor sufletesc. Prin dânsul așteaptă mai ales: sănătate, pace în familie, căsătorie fericită, serviciu cinstit, mijloc de trai, reușită la învățătură și la examene, noroc în acțiunile lor, ocrotire împotriva dușmanilor, creșterea bună a copiilor, apărarea avutului, scăparea de calomnii, câștig în procese, pâinea cea de toate zilele, ajutor în ocolirea ispitelor, ușurarea sufletelor, și o moarte creștinească.
Dar Sfântul Anton nu e admirat numai în Padova, ci oriunde. Creștinii știu aceasta și, de aceea, aleargă bucuroși la bisericile închinate lui, îngenunchează înaintea statuetelor și icoanelor lui, ba mai mult, țin la loc de cinste în casele lor icoana Sfântului, căci știu că a te ruga Sfântului Anton și a fi ascultat e unul și același lucru.

## Găsitorul lucrurilor pierdute sau furate
Iată un atribut care i se potrivește numai Sfântului Anton. I s-a dat acest nume pentru că, spre deosebire de alți sfinți, mângâie și ajută pe acei care, din vina sau fără vina lor, au pierdut lucruri scumpe sau folositoare și vor să le găsească. Fapta care l-a arătat puternic pe Sfântul Anton în astfel de împrejurări e următoarea:
Pe când Sfântul Anton era la Montpellier (Franța), i s-a furat un manuscris în care el comentase Psalmii. Sfântul ținea mult la această operă a sa, și de aceea se îndreptă cu rugăciuni fierbinți către Dumnezeu ca să-l ajute s-o găsească. Minune! Pe când hoțul trecea un pod înalt, îi ieși înainte un individ furios care îl amenință cu sabia, poruncindu-i să ducă înapoi manuscrisul. Fără întârziere, Sfântul Anton și-a dobândit manuscrisul.
Puterea rugăciunilor sale în toate împrejurările de acest fel s-a arătat într-adevăr minunată. Așa că astăzi toți evlavioșii față de Sfântul Anton au convingerea fermă că tot ce se poate pierde se poate și afla prin Sfântul Anton.
La convingerea că Sfântul Anton găsește lucrurile pierdute se adaugă apoi siguranța că toate cele existente nu se vor mai pierde, dacă vor fi încredințate grijii Sfântului; de aceea mulți își recomandă Sfântului Anton bunurile personale, alții, înainte de a pune la poștă sau a trimite lucruri, hârtii de valoare, le pun sub paza Sfântului Anton. Și cu folos! Iată numai un fapt. Un negustor din Spania, numit Anton Dante, plecase în America de Sud pentru comerț, și se oprise la Lima. Soția sa, rămasă acasă, îi scrise în mai multe rânduri, însă nu primi nici un răspuns. Întristată de acest fapt, se duse în biserica Sfântul Francisc din Oviedo, unde era o statuie a Sfântului Anton, și-i puse în mână o scrisoare pentru bărbatul ei; apoi făcu o rugăciune fierbinte, cerând Sfântului să-i dea harul să aibă vreun răspuns. A doua zi veni iarăși să se roage Sfântului și văzu scrisoarea tot în mâna acestuia. Atunci, crezând că era tot aceea ce o pusese ea, se plânse că Sfântul n-o ascultase. Un călugăr, auzind pe cineva vorbind în biserică, veni, și, văzând femeia negustorului, o îndemnă să ia scrisoarea din mâna Sfântului, căci el încercase, dar nu izbutise. Femeia întinse mâna și scoase cu ușurință scrisoarea și, în același timp, îi căzură la picioare, din haina Sfântului, 3000 de scuzi mexicani. Deschise scrisoarea și află răspunsul dorit, precum și lămuriri privitoare la bani.
Negustorul îi mai spunea că îi trimitea răspunsul tot prin călugărul franciscan care îi adusese scrisoarea... Cine era acel călugăr? Desigur, Sfântul Anton. Dumnezeu e minunat în sfinții săi. E de prisos să mai înșirăm și alte fapte.

## Ajutorul săracilor
Sfântul Anton a iubit într-un chip deosebit pe cei săraci și, din dragoste pentru dânșii, a întreprins obositoarele sale drumuri apostolice. Însă Sfântul Anton este părintele săracilor nu numai pentru harurile sufletești ce le-a împărțit lor, când era încă în viață, ci mai ales pentru că el, din slava cerească, dă săracilor pâinea cea de toate zilele. E mai milostiv când este vorba de cauza săracilor, și dă mai curând harurile cerute când se promite pâine pentru cei săraci.
Modul acesta de a mijloci haruri de la Sfântul Anton, e vechi în Biserica lui Cristos, însă a luat un mai mare avânt în zilele noastre, prin faptul următor, petrecut în Franța.
În anul 1890 trăia la Toulon, strada Lafayette nr. 41 (Franța), d-ra Luisa Bouffier. Ea era o femeie foarte evlavioasă și se ocupa cu negoțul. Într-o dimineață, nu putu să-și deschidă prăvălia. Lacătul fusese forțat în timpul nopții și acuma nu se deschidea. Un lăcătuș chemat în ajutor, veni cu o legătură de chei, însă în zadar. Plecă după scule ca să-l strice. Dar femeia pro-mise Sfântului Anton pâine pentru săraci, dacă o va ajuta să deschidă lacătul fără să-l strice. Și harul fu dobândit. Lăcătușul veni și cea dintâi cheie pe care o încercă deschise ca și cum ar fi fost făcută anume. Bucuria stăpânei fu fără margini, și de atunci ea s-a făcut apostolul pâinii pentru săraci.
A așezat în odaie o statuie și credincioșii au început să vină încrezători. Micul oratoriu a devenit în curând loc de pelerinaj. Astăzi pâinea săracilor e o evlavie pe care o practică întreaga lume creștină.
Banii ce se adună astfel zilnic pentru săraci în cutiile din biserici, se ridică la sume importante de bani și ele sunt dovada cea mai mare a harurilor primite. Nu există strâmtoare, boală, lipsă, în care Sfântul Anton să nu-și arate mila, dacă vede că e și spre folosul săracilor. Se făgăduiește cât se crede și nu se dă pâinea făgăduită, până nu se capătă harul cerut. Sfântul Anton atrage pe cei săraci la Dumnezeu, asigurându-le și hrana zilnică, din prisosința bogaților.
Cei care încearcă a dobândi haruri de la Sfântul Anton în acest mod, rămân totdeauna convinși că Sfântul Anton e Părintele Săracilor.